# Рашид, Ахмед
Ахмед Рашид (урду احمد رشید‎; род. 1948 Равалпинди) – пакистанский журналист, писатель и гражданский активист, автор множества книг об Афганистане, Пакистане и Центральной Азии.

## Биография
Окончил колледж Малверн, государственный колледж Лахора и  колледж Фитцвильям в Кембридже. После окончания университета провел около десяти лет в горах Белуджистана (Западный Пакистан), где пытался организовать восстание против военной диктатуры Айюб Хана и Яхья Хана. После поражения начал писать о своей родине.
Более двадцати лет был корреспондентом Daily Telegraph и  Far Eastern Economic Review в Афганистане, Пакистане и Центральной Азии. В настоящее время пишет для Wall Street Journal, The Nation, Daily Times (Pakistan) и в научные журналы. Регулярно появляется в эфире CNN и BBC World. Известен как критик администрации Буша по поводу войны в Ираке и пренебрежением Талибской проблемы. В 2000 году опубликовал книгу «Талибан: Воинстующий Ислам, Нефть и фундаментализм в Центральной Азии», которая стала бестселлером в течение пяти недель и была переведена на 22 языка с общим тиражом более 1.5 миллиона экземпляров с момента 11 сентября 2001 года. Проживает в городе Лахор, Пендждаб, Пакистан со своей женой и двумя детьми.
Разделяет взгляды Революционной ассоциации женщин Афганистана (RAWA) о положении женщин в современном Афганистане.

## Избранные произведения
- The Resurgence of Central Asia: Islam or Nationalism?. — St. Martin's Press, 1994. ISBN 1-85649-131-5.
- Taliban: Militant Islam, Oil and Fundamentalism in Central Asia[англ.]. — Yale University Press, 2000. ISBN 0-300-08340-8.
- Jihad: The Rise of Militant Islam in Central Asia[англ.]. — Yale University Press, 2002. ISBN 0-300-09345-4. (Hyderabad: Orient Longman, 2002)
- Descent into Chaos: The United States and the Failure of Nation Building in Pakistan, Afghanistan, and Central Asia. — Viking, 2008. ISBN 978-0-670-01970-0.
- Taliban: The Power of Militant Islam in Afghanistan and Beyond, 2nd ed. — I.B.Tauris, 2010. ISBN 978-1-84885-446-8
- Pakistan on the Brink: The Future of America, Pakistan, and Afghanistan. — Viking Adult, 2012. ISBN 978-0-670-02346-2.

переводы на русский язык
- Рашид А. Талибан. Ислам, нефть и новая Большая Игра в Центральной Азии[англ.] / Пер. с англ. М. Поваляева. — М.: Библион — Русская книга, 2003. — 368 с. — 3000 экз. — ISBN 5-902005-03-5, ISBN 1-86064-417-1.